# Kości płaskie
Kości płaskie (łac. ossa plana) – kości, których długość i szerokość znacznie przekraczają ich grubość. Przykładami są kości sklepienia czaszki, mostek, kość biodrowa i łopatka. Tego rodzaju kości pełnią przede wszystkim funkcje ochronne i krwiotwórcze. Posiadają płaski trzon. Są wytrzymałe na urazy mechaniczne. Zewnętrzna i wewnętrzna warstwa kości płaskich zbudowana jest z istoty zbitej. Między tymi warstwami leży istota gąbczasta (choć w cienkich częściach kości płaskich często jej nie ma), w kościach czaszki stanowiąca śródkoście (łac. diploë).